# SV Allenstein
Der SV Allenstein war ein deutscher Sportverein aus der ostpreußischen Stadt Allenstein (heute Olsztyn). Die Fußballabteilung spielte vier Spielzeiten in der erstklassigen Gauliga Ostpreußen.

## Geschichte
Nach einem kurzlebigen Vorläufer, dem 1907 gegründeten Fußballklub Allenstein, bekam die ostpreußische Kreisstadt am 11. Mai 1910 mit der Gründung des Sportvereins Allenstein 1910 einen Club mit Bestand. In der Zwischenzeit war nur an den höheren Schulen der Stadt gekickt worden: Mit dem Gymnasialfußballklub und dem Fußballklub der Oberrealschule waren dort regelrechte Schülervereine entstanden, die beide im neu gegründeten Sportverein aufgingen und erheblich zu den Anfangserfolgen beitrugen. Der Verein, der seine Heimspiele auf dem Kasernenhof austrug, spielte im Ligensystem des Baltischen Rasen- und Wintersport-Verbandes (BRWV). 1910/11 gewann der Verein die Bezirksliga Allenstein/Osterode durch ein 2:0-Erfolg über den Osteroder SC 1908 und qualifizierte sich somit für die baltische Fußballendrunde. Nach Siegen über den Rastenburger SV und den Titelverteidiger VfB Königsberg erreichte der SV Allenstein das Halbfinale. Der Sieg über den VfB Königsberg ist insofern bemerkenswert, als dies die erste Niederlage Königsberg gegen ein Verein außerhalb der Stadt darstellt. Im Halbfinale unterlag Allenstein dann jedoch dem späteren Meister SC Lituania Tilsit mit 0:4. 1911/12 und 1912/13 konnte Allenstein erneut als Bezirksmeister in die baltische Fußballendrunde einziehen, schied jedoch 1912 im Halbfinale (1:9-Niederlage gegen den BuEV Danzig) und 1913 im Viertelfinale (2:5-Niederlage gegen den SV Prussia-Samland Königsberg) aus. Zur Spielzeit 1913/14 gab es eine Umstrukturierung im Ligensystem des BRWVs. Die Vereine aus Allenstein spielten fortan im Bezirk V Allenstein-Osterode innerhalb des Kreises I Ostpreußen, der Sieger der Bezirksliga war somit erst für die ostpreußische Fußballendrunde qualifiziert, in der dann der Teilnehmer an der baltischen Fußballendrunde ausgespielt wurde. Der SV Allenstein gewann auch 1914 die Bezirksliga, in der ostpreußischen Endrunde trat der Verein gegen Prussia-Samland Königsberg nur mit sechs Spielern an, wodurch das Spiel für Königsberg gewertet wurde.
Es folgte eine Durststrecke, die nicht allein mit dem Ersten Weltkrieg zusammenhing: Mit dem späteren Militärsportclub SV Hindenburg Allenstein und dem SV Viktoria Allenstein hatte man örtliche Konkurrenz bekommen, die dem Sportverein 1910 schnell in der nun Bezirksliga Südostpreußen genannten Liga den Rang ablief. Der Verein verpasste die Qualifikation in die zur Spielzeit 1926/27 neu eingeführte oberste Ostpreußenliga und verblieb in der nun zweitklassigen Bezirksliga Südostpreußen. Ab 1928/29 wurden auch die zweiten Spielklassen umstrukturiert, der SV Allenstein schaffte die Qualifikation für die Staffelliga West, bzw. Staffelliga Süd (ab 1929/30). Durch eine erneute Reform der Ligastruktur spielte Allenstein ab 1930/31 in der zweitklassigen Kreisliga Südostpreußen, qualifizierte sich durch den ersten Platz für die Aufstiegsspiele zur erstklassigen Abteilungsliga Süd, scheiterte dort jedoch am VfB Angerburg. Auch 1931/32 wurde die Kreisliga durch ein Sieg im Entscheidungsspiel gegen den VfB Osterode gewonnen, in der anschließenden Aufstiegsrunde setzte sich Allenstein durch und stieg somit zur Spielzeit 1932/33 wieder in die Erstklassigkeit auf. Mit nur einem Sieg und einem Unentschieden in der bereits ab Herbst 1931 ausgetragenen Abteilungsliga Süd 1932/33 musste der SV Allenstein den sofortigen Wiederabstieg in Kauf nehmen. In der für die Spielzeit 1933/34 ab Herbst 1932 ausgetragenen Kreisliga Südostpreußen erreichte Allenstein den ersten Platz.
Mit Machtübernahme der Nationalsozialisten 1933 wurden die Fußballverbände aufgelöst und durch Sportgaue ersetzt. Durch den ersten Platz in der zweitklassigen Kreisliga qualifizierte sich der SV Allenstein für die zweitklassige Bezirksklasse III Allenstein innerhalb des Fußballgaus Ostpreußen. Bedingt durch die Erweiterung der Gauliga Ostpreußen von 14 auf 28 Mannschaften zur Spielzeit 1935/36 gelang Allenstein der Aufstieg in diese oberste Liga. Nachdem die Gauliga nach der Spielzeit 1937/38 von 28 auf zehn Mannschaften verkleinert wurde, reichte dem SV Allenstein der fünfte Tabellenplatz im Bezirk Allenstein nicht, so dass der Verein wieder in die Zweitklassigkeit abstieg. Zur Spielzeit 1939/40 bildete der Verein mit dem SV Viktoria Allenstein eine Kriegsspielgemeinschaft und spielte nochmals ein Jahr in der Erstklassigkeit. 1943/44 gelang letztmals der Aufstieg in die Erstklassigkeit.
Nach dem Zweiten Weltkrieg wurde das einstmals deutsche Allenstein unter polnische Verwaltung gestellt. Der SV Allenstein wurde, wie alle übrigen deutschen Vereine und Einrichtungen, zwangsaufgelöst.
Neben dem Fußball spielte der Verein in der Anfangszeit Faustball und wurde 1912 in dieser Disziplin sogar ostpreußischer Meister. Während der gesamten Dauer seiner Existenz wurde auch erfolgreich Leichtathletik getrieben. Bekanntester Athlet war der damalige Weltrekordler im Kugelstoßen, Emil Hirschfeld, der nach seiner Militärzeit 1933 Mitglied des Vereins wurde. Vorher war er Mitglied des SV Hindenburg Allenstein.

## Erfolge
- Teilnahme an der Gauliga Ostpreußen: 1935/36, 1936/37, 1937/38, 1939/40 (als Kriegsspielgemeinschaft), 1943/44
- Teilnahme an der baltischen Fußballendrunde: 1910/11, 1911/12, 1912/13

## Bekannte Spieler
- Kurt Baluses
- Herbert Rasch